# Fuco Gómez
Fuco Gómez (Ouselle, Becerreá, 9 de juliol de 1895 - l'Havana, 9 de gener de 1972) fou un escriptor i polític gallec.
Residí la major part de la seva vida a Cuba, on hi va arribar el 1913. Autodidacta, participà activament en activitats polítiques de la colònia gallega i començà a escriure en publicacions com Galicia, Heraldo de Galicia i Ecos de Galicia defensant la independència de Galícia i la llengua gallega. Participà en la constitució de les primeres organitzacions polítiques gallegues, com la Irmandade Galega da Habana el 1917, el Partido Autonomista Galego del 1919, la Xuntanza Nacionalista Galega de 1920 i el Comité Revoluzonareo Arredista Galego, de carácter independentista gallec. Per a la Xuntanza Nacionalista Galega dirigí la publicació Tierra Gallega.
Quan es proclamà la Segona República tornà a Galícia amb l'objectiu de defensar l'independentisme, però fracassà, ja que la majoria de galleguistes el consideraven un aventurer.
Entre els anys 1941 i 1960 dirigí la revista mensual Patria Galega. Fuco Gómez publicà gareibé cinquanta obres.

## Obra
- Grafía galega, 1926 (assaig)
- O idioma dos animás. Opúscaro de enxebreza, 1937 (novel·la)